# Herrarnas värja vid olympiska sommarspelen 1976
Herrarnas värja-tävling i de olympiska fäktningstävlingarna 1976 i Montréal avgjordes den 22-23 juli.

## Medaljörer
| Event         | Guld                  | Silver                 | Brons               |
| Värja, herrar | Alexander Pusch (FRG) | Hans-Jürgen Hehn (FRG) | Győző Kulcsár (HUN) |

## Resultat
| Placering | Fäktare                 | Land            |
| --------- | ----------------------- | --------------- |
| 1         | Alexander Pusch         | Västtyskland    |
| 2         | Hans-Jürgen Hehn        | Västtyskland    |
| 3         | Győző Kulcsár           | Ungern          |
| 4         | István Osztrics         | Ungern          |
| 5         | Jerzy Janikowski        | Polen           |
| 6         | Rolf Edling             | Sverige         |
| 7T        | Csaba Fenyvesi          | Ungern          |
| 7T        | Göran Flodström         | Sverige         |
| 9T        | Hans Jacobson           | Sverige         |
| 9T        | John Pezza              | Italien         |
| 9T        | Reinhold Behr           | Västtyskland    |
| 9T        | Philippe Boisse         | Frankrike       |
| 13T       | Nicolae Iorgu           | Rumänien        |
| 13T       | Christian Kauter        | Schweiz         |
| 13T       | Ralph Johnson           | Storbritannien  |
| 13T       | Jaroslav Jurka          | Tjeckoslovakien |
| 17        | Boris Lukomskij         | Sovjetunionen   |
| 18        | Nils Koppang            | Norge           |
| 19        | Paul Szabo              | Rumänien        |
| 20        | Aleksandr Bjkov         | Sovjetunionen   |
| 21        | Karl-Heinz Müller       | Österrike       |
| 22        | François Suchanecki     | Schweiz         |
| 23        | Nicola Granieri         | Italien         |
| 24        | Jeppe Normann           | Norge           |
| 25        | Daniel Giger            | Schweiz         |
| 26        | Aleksandr Abusjachmetov | Sovjetunionen   |
| 27        | Greg Benko              | Australien      |
| 28        | Teddy Bourne            | Storbritannien  |
| 29        | Ole Mørch               | Norge           |
| 30        | Zbigniew Matwiejew      | Polen           |
| 31        | Thierry Soumagne        | Belgien         |
| 32        | Sarkis Assatourian      | Iran            |
| 33        | Anton Pongratz          | Rumänien        |
| 34T       | Peter Zobl-Wessely      | Österrike       |
| 34T       | Omar Vergara            | Argentina       |
| 36        | Herbert Lindner         | Österrike       |
| 37        | Philippe Riboud         | Frankrike       |
| 38        | Arthur Ribeiro          | Brasilien       |
| 39        | Tim Belson              | Storbritannien  |
| 40        | Marceli Wiech           | Polen           |
| 41        | Scotty Bozek            | USA             |
| 42        | Daniel Feraud           | Argentina       |
| 43        | Roger Menghi            | Luxemburg       |
| 44        | Brooke Makler           | USA             |
| 45        | Taweewat Hurapan        | Thailand        |
| 46T       | Sneh Chousurin          | Thailand        |
| 46T       | George Masin            | USA             |
| 48        | Robert Schiel           | Luxemburg       |
| 49        | Iraj Dastgerdi          | Iran            |
| 50        | Jacques La Degaillerie  | Frankrike       |
| 51        | Alain Dansereau         | Kanada          |
| 52        | George Varaljay         | Kanada          |
| 53        | Geza Tatrallyay         | Kanada          |
| 54        | Marcello Bertinetti     | Italien         |
| 55        | Gilberto Peña           | Puerto Rico     |
| 56        | Sutipong Santitevagul   | Thailand        |
| 57        | Juan Inostroza          | Chile           |
| 58T       | Veikko Salminen         | Finland         |
| 58T       | Esfandihar Zarnegar     | Iran            |
| 60        | Kam Roger               | Hongkong        |
| 61        | Juan Daniel Pirán       | Argentina       |
| 62        | Rubén Hernández         | Puerto Rico     |
| 63        | Denis Cunningham        | Hongkong        |
| 64        | Chan Matthew            | Hongkong        |